# Andrenosoma hesperium
Andrenosoma hesperium är en tvåvingeart som beskrevs av Martin 1966. Andrenosoma hesperium ingår i släktet Andrenosoma och familjen rovflugor. Inga underarter finns listade i Catalogue of Life.